# Иванов, Борис Николаевич (военный)
Борис Николаевич Иванов (1887—1938) — военачальник Гражданской войны, командующий войсками Закаспийского фронта Туркестанской Республики. Советский военный разведчик.
Партийность: в 1903—1906 гг. меньшевик, в 1909—1918 гг. эсер, с мая 1919 г. член РКП(б).
Из дворян. Родился в станице Прочноокинской Кубанской области.
Окончил гимназию в Ставрополе в 1902 г. и поступил в Петербургский электротехнический институт. В 1906 году из-за преследований за революционную деятельность эмигрировал во Францию. В Париже поступил в университет, который окончил в 1913 году (математический факультет), после чего вернулся в Россию.
С июля 1913 года жил на хуторе Романовский Кубанской области. В январе 1915 г. призван в армию и направлен на учебу в Александровское военное училище, которое окончил в июне того же года. Сначала служил в 21-м Сибирском стрелковом полку. С декабря 1915 г. в действующей армии — помощник начальника пулеметной команды 59-го Сибирского стрелкового полка. Последний чин в царской армии — поручик.
В РККА с 1918 г. Должности: 1918 г. — военный комендант Смоленска, военный руководитель Смоленского района Западного участка завесы, командир отряда под Оренбургом.
с 24 июля 1918 по 7 мая 1919 г.  — командующий войсками Закаспийского фронта Туркестанской Республики, руководил борьбой с войсками Закаспийского правительства и бухарского эмира. С 24 мая по 16 июня 1919 г. — начальник штаба войск Туркестанской Республики.
С августа по декабрь 1919 г. — военный атташе в Афганистане. С 11 октября 1920 по 1 января 1921 г. — начальник штаба Морской экспедиционной дивизии.
После Гражданской войны служил в системе военной разведки и центральном аппарате РККА.
В начале 1920-х годов — резидент военной разведки в Болгарии (под именем Борис Краснославский), официальная должность — заместитель руководителя советского Красного Креста. Возглавил агитационную работу среди остатков армии генерала Врангеля, для этого использовались организация «Союз за возвращение на Родину» и её газета «На Родину». В результате большая группа офицеров вернулась в СССР.
Также в задачу резидентуры входил сбор архивов белогвардейского командования. После неудачного покушения на главу болгарского правительства А. Цанкова (16 апреля 1925 г.) покинул Болгарию. Находился на разведывательной работе во Франции, в Китае и США.
В 1927 г. окончил первого созыва Общевойсковые отдельные Курсы усовершенствования высшего комсостава РККА при Военной Академии им. М.В.Фрунзе (КУВНАС) и был назначен офицером для особых поручений при Научно-уставном отделе Штаба РККА. Начальник особого бюро Главного военно-мобилизационного управления ВСНХ-НКТП СССР (ноябрь 1928 - июнь 1934). С июня 1934 г. начальник отдела стандартизации Управления начальника вооружений РККА. Дивинтендант (20.11.1935).
С 31.01.1936 начальник Калужского ИТЛ. В 1937 г. начальник строительного отдела НКВД на Дальнем Востоке.
Арестован 10 августа 1937 г. по обвинению в шпионаже (к моменту ареста жил в Москве). Военной коллегией Верховного суда СССР 22 августа 1938 г. приговорен к расстрелу. Приговор приведен в исполнение в тот же день. Реабилитирован 23 января 1957 г.
Награждён орденом Красного Знамени (	Приказ РВС СССР № 757 от 23.10.1925) и знаком «Почётный чекист» (1935).